# Szórd a pénzt és fuss!
A Szórd a pénzt és fuss! vagy Brewster milliói (eredeti cím: Brewster's Millions) 1985-ben bemutatott amerikai filmvígjáték Walter Hill rendezésében. A forgatókönyv George Barr McCutcheon Brewster's Millions című 1902-es regénye alapján készült, melynek ez volt a hetedik angol nyelvű filmes feldolgozása. A főbb szerepekben Richard Pryor és John Candy látható.
Egy kisstílű baseballjátékos hatalmas összeget örököl, de ahhoz, hogy azt megkaphassa, harminc nap alatt 30 millió dollárt kell elköltenie, szigorú feltételek mellett.
Az Amerikai Egyesült Államokban 1985. május 22-én bemutatott film bevételi szempontból jól teljesített, de kritikai fogadtatása negatív volt.

## Cselekmény
Monty Brewster a Hackensack Bikák baseballcsapat kiöregedett dobójátékosa. Legjobb barátjával, a szintén baseballjátékos Spike Nolannel együtt egy meccs utáni kocsmai verekedés miatt letartóztatják. Egy ismeretlen férfi hajlandó letenni értük az óvadékot, ha elutaznak vele New York-ba. Egy manhattani ügyvédi irodában Brewster megtudja, hogy nemrég elhunyt nagybátyja, Rupert Horn (akivel sosem találkozott) 300 milliós vagyont hagyott rá. Az örökség megszerzésének azonban szigorú feltételei vannak...
Brewster választhat, hogy azonnal kap egymillió dollárt (az örökség többi részét pedig az ügyvédi iroda szolgáltatásaira, illetve jótékony célokra költik) vagy belemegy egy játékba: harminc nap alatt el kell költenie 30 millió dollárt. Ha a második opciót választja, akkor harminc nap elteltével semmilyen újonnan szerzett vagyontárggyal nem rendelkezhet. Ha igénybe vesz egy szolgáltatást vagy felbérel valakit, cserébe értéket kell kapnia, a pénz 5%-át eladományozhatja és 5%-ot veszíthet szerencsejátékon, továbbá nem semmisítheti meg a pénzt vagy a rajta vásárolt értéktárgyakat. Az utolsó feltétel, hogy senkinek nem beszélhet erről a kihívásról, még legközelebbi barátainak sem. Ha a harminc nap alatt nem sikerült elköltenie a pénzt, semmit nem örököl. Brewster elvállalja a 30 millió kihívást és Angela Drake, az ügyvédi iroda gyakornoka kapja a feladatot, hogy könyvelje a férfi költekezéseit.
Az idáig évente legfeljebb 11 ezer dollárt kereső Brewster kibérel egy luxushotelt, személyi asszisztensnek fogad fel embereket eltúlzott fizetésért és pénzt tesz fel kudarcra ítélt sportfogadásokra. A gyanútlan Spike azonban néhány befektetéssel plusz pénzt szerez barátja számára. Amikor rájön, hogy nem halad előre, Brewster a pénze legnagyobb részét elköltve politikai kampányba kezd, arra biztatva a New York-iakat, hogy a polgármester-választáson egyik jelöltre se szavazzanak. A jelöltek beperelik őt rágalmazásért, de peren kívül megegyeznek egy többmilliós kártérítésben. Brewster felfogadja a New York Yankees csapatát egy bemutató mérkőzésre a Bikák ellen. Politikai kampányának véget kell vetnie, amikor megtudja, ő a legesélyesebb jelölt a választásokon, ami győzelme esetén évi 60 ezer dolláros fizetéssel járna – a végrendelet értelmében ezzel az összeggel sem rendelkezhet. Utolsó 38 ezer dollárját a mérkőzés utáni partira költi el, de elege lesz a pénzből és lesújtja a tény, hogy Spike, Angela és a többiek nem értik meg, miért cselekszik látszólag irracionálisan.
A 30. napon barátai és kísérete faképnél hagyta őt, Brewster szomorúan érkezik az ügyvédi irodába. Itt Warren Cox, a cég fiatal ügyvédje és Angela vőlegénye várja, akit a cég vezetősége vesztegetéssel rávett, szabotálja Brewster győzelmét. Pillanatokkal a határidő lejárta előtt Cox pénzt ad át Brewsternek, úgy téve, mintha azt véletlenül elfelejtette volna korábban odaadni neki. Mielőtt Brewster aláírná a vereségét jelentő szerződést, Angela (aki értesült vőlegénye tettéről és az egész 30 napos kihívásról) leleplezi Cox-ot. A dühös Brewster megüti a férfit, Cox perrel fenyegetőzik és természetesen nem veszi el a kárpótlásként felkínált pénzt, ezért Brewster ügyvédjének fogadja fel Angelát. A szerződést épp időben sikerül megkötniük, ezáltal Brewster teljesítette nagybátyja végakaratát, így övé a 300 millió dolláros örökség.

## Szereplők
| Színész         | Szerep                              | Magyar hang       | Magyar hang        |
| Színész         | Szerep                              | 1. szinkron       | 2. szinkron        |
| --------------- | ----------------------------------- | ----------------- | ------------------ |
| Richard Pryor   | Montgomery "Monty" Brewster         | Kálid Artúr       | Háda János         |
| John Candy      | Spike Nolan                         | Hankó Attila      | Csuja Imre         |
| Lonette McKee   | Angela Drake                        | Ráckevei Anna     | Kisfalvi Krisztina |
| Stephen Collins | Warren Cox                          | Kautzky Armand    | Megyeri János      |
| Jerry Orbach    | Charley Pegler                      | Csurka László     | Szokolay Ottó      |
| Pat Hingle      | Edward Roundfield                   | Szabó Ottó        | Perlaki István     |
| Tovah Feldshuh  | Marilyn                             | Kiss Erika        | Ullmann Zsuzsa     |
| Hume Cronyn     | Rupert Horn, Brewster nagybácsikája | Komlós András     | Gruber Hugó        |
| Joe Grifasi     | J.B. Donaldo                        | Imre István       | Tarján Péter       |
| Peter Jason     | Chuck Fleming                       | Forgács Gábor     | Imre István        |
| David White     | George Granville                    | Simon György      |                    |
| Jerome Dempsey  | Norris Baxter                       | Dobránszky Zoltán | Kardos Gábor       |
| David Wohl      | Eugene Prevost                      | Varga T. József   | Kapácsy Miklós     |
| Ji-Tu Cumbuka   | Melvin                              | Galambos Péter    |                    |

## Fogadtatás
A film vegyes, illetve negatív kritikai visszajelzéseket kapott. A Rotten Tomatoes weboldalon 24 kritika alapján 38%-os értékelésen áll. A szöveges összegzés szerint: „A Richard Pryor védjegyének számító, vulgáris humor visszafogásával a film elmulasztott esély érzetét kelti egy klasszikus sztori aktualizálására”. A Variety magazin kritikája szerint „nehéz elhinni, hogy egy Richard Pryor és John Candy főszereplésével készült vígjáték nem szórakoztatóbb ennél.” Janet Maslin, a The New York Times kritikusa úgy vélte, a film „semmit nem tesz annak érdekében, hogy Mr. Pryor egyedülálló komikusi tehetségének teret nyújtson”. Bírálta a film lassúságát is, ugyanakkor a mellékszereplők, köztük Candy alakítását dicsérte – de szerinte a „lapos” forgatókönyv őt is önismétlésekre kényszeríti.
Walter Hill úgy vélte, karrierje során egyetlen, kudarcnak ítélt vígjátékot készített és az a Szórd a pénzt és fuss! volt. A hibái ellenére mégis elégedett volt vele és szerinte a film jól teljesített, anyagi szempontból is.

## Fordítás
- Ez a szócikk részben vagy egészben  a   Brewster's Millions (1985 film) című angol Wikipédia-szócikk fordításán alapul.  Az eredeti cikk szerkesztőit annak laptörténete sorolja fel. Ez a jelzés csupán a megfogalmazás eredetét és a szerzői jogokat jelzi, nem szolgál a cikkben szereplő információk forrásmegjelöléseként.

## Kapcsolódó filmek
- Péntek 13, az alapsztori 1935-ös feldolgozása